# Agnieszka Rusin
Agnieszka Rusin (ur. 4 lutego 1988 w Krakowie) – polska snowboardzistka. Jej koronną konkurencją jest half-pipe.
Jest wicemistrzynią Polski w half-pipe i big air z 2006 roku i zajęła (również w tej dyscyplinie) 5. miejsce w Europie. Jej sportowym przydomkiem jest Guma.